# North Island Fault System

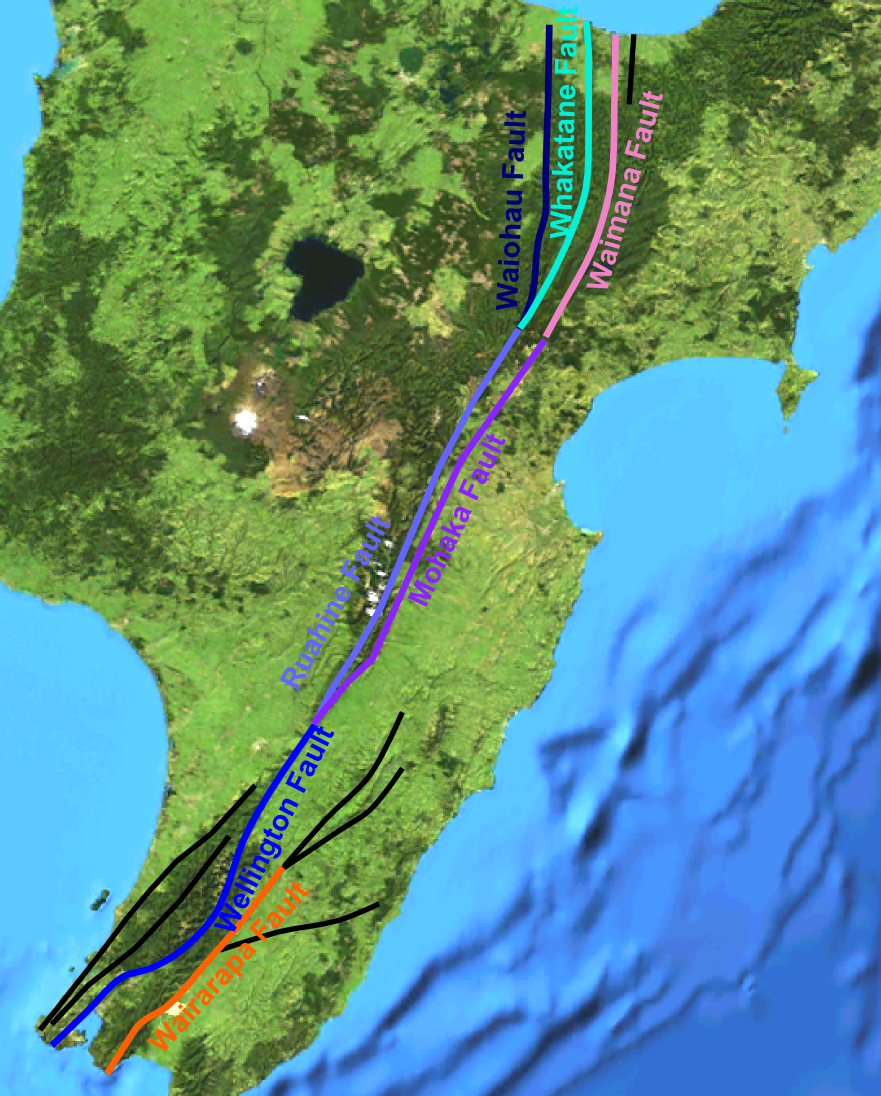
Mapa systemu uskoków North Island

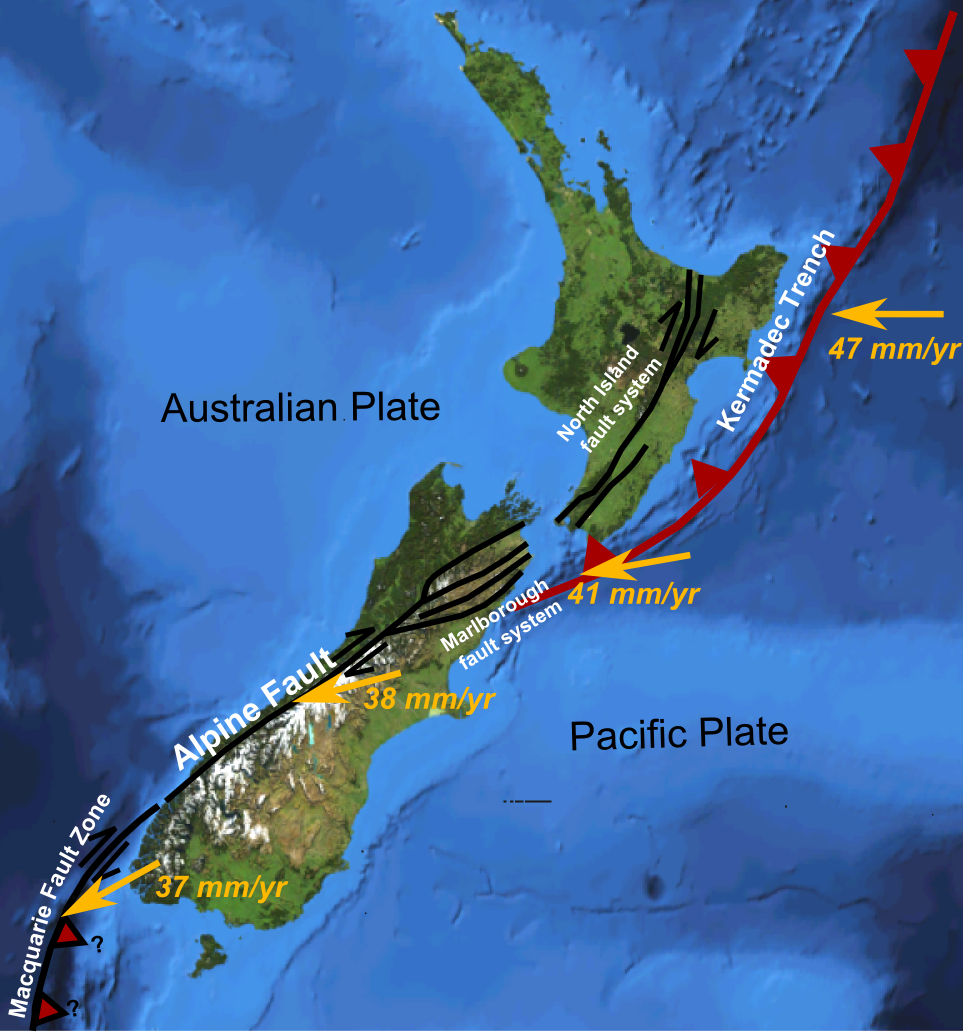
Aktywne uskoki w Nowej Zelandii z zaznaczonymi wektorami przemieszczania się płyty pacyficznej względem australijskiej

North Island Fault System (również North Island Dextral Fault Belt) – system uskoków tektonicznych o charakterze dekstralnym (prawoprzesuwczym), który położony jest na Wyspie Północnej w Nowej Zelandii. System uskoków North Island stanowi jednocześnie granicę pomiędzy płytą pacyficzną i indoaustralijską. Umożliwia on przenoszenie przemieszczeń wzdłuż uskoku transformacyjnego . System uskoków North Island obejmuje w części południowo-zachodniej uskoki: Wairarapa i Wellington, w części centralnej uskoki: Ruahine i Mohaka oraz w części północno-wschodniej uskoki: Waimana, Waiotahi, Whakatane i Waiohau. System uskoków North Island składa się w głównej mierze z uskoków dekstralnym. Natomiast w części północno-wschodniej następuje obrócenie uskoków i zaczynają dominować uskoki typu normalnego, które biegną skośnie w miejscu krzyżowania się systemu uskoków North Island ze strefą ryftu Taupo. Tempo przesuwania się systemu North Island wynosi około 10 mm/rok .

## Uskoki
System uskoków North Island składa się z ośmiu głównych uskoków oraz z mniejszych uskoków, powiązanych ze sobą.

### Część południowo-wschodnia
Uskok Wairarapa rozciąga się od południowo-zachodniego wybrzeża Wyspy Północnej w pobliżu jeziora Wairarapa i biegnie wzdłuż północno-zachodniego brzegu jeziora . Uskok przyczynił się do wystąpienia trzęsienia ziemi w Wairarapa w 1855 roku o magnitudzie 8,2° w skali Richtera. Przerwy pomiędzy dużymi trzęsieniami ziemi wzdłuż tego uskoku wynoszą średnio 1200 lat . 
Uskok Wellington rozpoczyna swój bieg w Cieśninie Cooka, ciągnie się wzdłuż miasta Wellington i kończy swój bieg w pobliżu miasteczka Woodville, gdzie rozgałęzia się na uskoki Ruahine i Mohaka. Uskok Wellington dzieli się na trzy główne segmenty: Wellington-Hutt Valley, Tararua i Pahiatua  .

### Część centralna
Uskoki w części centralnej stanowią przedłużenie uskoku Wellington, który rozgałęzia się na dwa uskoki Ruahine i Mohaka . Oba uskoku biegną w stosunku do siebie równolegle: Mohaka – po południowo-wschodniej stronie, a Ruhaine po północno-zachodniej stronie. Uskok Mohaka i Ruhaine na północy rozgałęziają się na uskoki położone w części północno-wschodniej. Główny odcinek uskoku Mohaka przechodzi w uskok Whakatane, natomiast uskoku Ruahine w uskok Waiohau  . Badania wykazały, że uskok Mohaka jest bardziej aktywny niż uskok Ruahine. Średnia prędkość przemieszczanie się uskoku Mohaka wynosi 3-4 mm/rok, a uskoku Ruahine 1-2 mm/rok.

### Część północno-wschodnia
Uskoki w części północnej stanowią kontynuacje uskoków Ruhaine i Mohaka. Uskok Ruahine przechodzi w uskok Waiohau i kończy swój bieg w zatoce Zatoce Obfitości. W południowej części uskoku Waiohau dochodzi do obrócenia uskoku dekstralnego w typ normalny. Wzdłuż uskoku płynie rzeka Rangitaiki River. Przypuszcza się, że uskok Waiohau doprowadził do trzęsienia ziemi w 1866 roku, które skoncentrowało się w okolicach Te Mahoe na wschód od miasta Kawerau  . Natomiast uskok Mohaka rozgałęzia się na trzy uskoki: Waimana, Whakatane i Waiotahi, które biegną w stosunku do siebie równolegle . Uskoku Waimana i Waiotahi kończą swój bieg na wybrzeżu Zatoki Obfitości. Uskok Whakatane, krzyżuje się z uskokiem While Island, który położony jest w strefie ryftu Taupo .